# Marzola (torrente)
Il torrente Marzola o Marzolle è un corso d’acqua della provincia di Treviso. Il suo corso è interamente compreso nel comune di Follina.